# Gustáv Mráz
Gustáv Mráz (ur. 11 września 1934, zm. 2 czerwca 2025) – słowacki piłkarz grający na pozycji obrońcy.
Podczas kariery piłkarskiej reprezentował barwy Interu Bratysława. Z reprezentacją Czechosłowacji, w której wystąpił ogółem 11 razy, grał na mistrzostwach świata 1958.